# Fußball-Asienmeisterschaft der Frauen
Die Fußball-Asienmeisterschaft der Frauen (englisch AFC Women’s Asian Cup) ist die asiatische Kontinental-Meisterschaft im Frauenfußball und wird seit 1975 ausgespielt. Damit ist die Asienmeisterschaft die älteste kontinentale Meisterschaft im Frauenfußball. Ausrichter des Turniers ist die Asian Football Confederation. Dabei wurden die Turniere von 1975 bis 1983 von der Asian Ladies’ Football Confederation organisiert, einer von der Asian Football Confederation unabhängigen Organisation, die erst 1986 von der AFC aufgenommen wurde. Die Turniere dieses Zeitraums werden daher von der AFC und der FIFA nicht berücksichtigt.
Das Turnier fand in unregelmäßigen Abständen alle zwei beziehungsweise alle drei Jahre statt. Bis 2003 gab es keine Qualifikationsrunden, alle gemeldeten Teams nahmen direkt am Endturnier teil. Ab 2006 trägt der Wettbewerb den Namen AFC Women’s Asian Cup und wird alle zwei Jahre ausgetragen. Vorher hieß der Wettbewerb AFC Women’s Championship. Rekordsieger ist China, das das Turnier bisher neunmal für sich entscheiden konnte (darunter von 1986 bis 1999 sieben Mal in Folge).
Alle vier Jahre dient das Turnier gleichzeitig auch als asiatische Qualifikation zur Fußball-Weltmeisterschaft der Frauen. Dort stehen Asien ab der WM 2023 sechs feste Startplätze zu – inkl. des Startplatz für Australien.

## Erstteilnahmen
Folgend alle Nationalmannschaften, die bisher an diesem Turnier teilgenommenen haben.
- Fett geschriebene Mannschaften wurden bei ihrer ersten Teilnahme Asienmeister.
- Kursiv geschriebene Mannschaften waren bei ihrer ersten Teilnahme Ausrichter.
- Mannschaften in Klammern nahmen unter einem anderen Namen zum ersten Mal teil.

| Jahr      | Erstteilnehmer       | Erstteilnehmer       | Erstteilnehmer       | Erstteilnehmer       |
| --------- | -------------------- | -------------------- | -------------------- | -------------------- |
| 1975      | Australien           | Hongkong             | Malaysia             | Neuseeland           |
| 1975      | Singapur             | Thailand             |                      |                      |
| 1977      | Japan                | Taiwan               | Indonesien           |                      |
| 1979      | ( Chinese Taipei)    | Nordindien           | Südindien            | ( Westaustralien)    |
| 1981      | ( Indien)            | Philippinen          |                      |                      |
| 1983      | keine Erstteilnehmer | keine Erstteilnehmer | keine Erstteilnehmer | keine Erstteilnehmer |
| 1986      | Nepal                | China                |                      |                      |
| 1989      | Nordkorea            |                      |                      |                      |
| 1991      | Südkorea             |                      |                      |                      |
| 1993      | Keine Erstteilnehmer | Keine Erstteilnehmer | Keine Erstteilnehmer | Keine Erstteilnehmer |
| 1995      | Kasachstan           | Usbekistan           |                      |                      |
| 1997      | Guam                 |                      |                      |                      |
| 1999      | Vietnam              |                      |                      |                      |
| 2001      | Keine Erstteilnehmer | Keine Erstteilnehmer | Keine Erstteilnehmer | Keine Erstteilnehmer |
| 2003      | Myanmar              |                      |                      |                      |
| 2006–2010 | Keine Erstteilnehmer | Keine Erstteilnehmer | Keine Erstteilnehmer | Keine Erstteilnehmer |
| 2014      | Jordanien            |                      |                      |                      |
| 2018      | Keine Erstteilnehmer | Keine Erstteilnehmer | Keine Erstteilnehmer | Keine Erstteilnehmer |
| 2022      | Iran                 |                      |                      |                      |
| 2026      | Bangladesch          |                      |                      |                      |

## Die Turniere im Überblick
| Japan | Philippinen |

|  |  |

|  |  |

## Statistik

### Rangliste
| Rang | Land           | Titel | Jahr(e)                                              | 2. Platz | 3. Platz | 4. Platz |    | Finale | Halbfinale |
| ---- | -------------- | ----- | ---------------------------------------------------- | -------- | -------- | -------- | -- | ------ | ---------- |
| 01   | China          | 9     | 1986, 1989, 1991, 1993, 1995, 1997, 1999, 2006, 2022 | 2        | 3        | 1        | 11 | 15     |            |
| 02   | Nordkorea      | 3     | 2001, 2003, 2008                                     | 3        | 2        | 1        | 06 | 09     |            |
| 03   | Chinese Taipei | 3     | 1977, 1979, 1981                                     | 2        | 2        | 2        | 05 | 09     |            |
| 04   | Japan          | 2     | 2014, 2018                                           | 4        | 5        | 3        | 06 | 15     |            |
| 05   | Australien     | 1     | 2010                                                 | 3        | 2        | 1        | 04 | 07     |            |
| 06   | Thailand       | 1     | 1983                                                 | 3        | 1        | 1        | 04 | 06     |            |
| 07   | Neuseeland     | 1     | 1975                                                 |          |          |          | 01 | 01     |            |
| 08   | Indien         |       |                                                      | 2        | 1        |          | 02 | 03     |            |
| 09   | Südkorea       |       |                                                      | 1        | 1        | 3        | 01 | 05     |            |
| 10   | Singapur       |       |                                                      |          | 1        | 1        |    | 02     |            |
|      | Malaysia       |       |                                                      |          | 1        | 1        |    | 02     |            |
| 12   | Hongkong       |       |                                                      |          |          | 3        |    | 03     |            |
| 13   | Indonesien     |       |                                                      |          |          | 2        |    | 02     |            |
| 14   | Philippinen    |       |                                                      |          |          |          |    | 01     |            |

### Varia
| Turnier               | Orte | Stadien | Meldungen 1 | Teams | Spiele | Tore | /Spiel | Zuschauer | Z/Spiel | Gelbe Karten | /Spiel | Gelb-Rote Karten | /Spiel | Platzverweise/Rote Karten | /Spiel |
| --------------------- | ---- | ------- | ----------- | ----- | ------ | ---- | ------ | --------- | ------- | ------------ | ------ | ---------------- | ------ | ------------------------- | ------ |
| 1975                  | 1    | 1       | 06          | 06    | 10     | 035  | 3,50   | 58.146    | 5.815   |              |        |                  |        |                           |        |
| 1977                  | 1    | 1       | 06          | 06    | 10     | 030  | 3,30   |           |         |              |        |                  |        |                           |        |
| 1979                  | 1    | 1       | 06          | 06    | 11     | 022  | 1,69   |           |         |              |        |                  |        |                           |        |
| 1981                  | 1    | 2       | 08          | 08    | 16     | 050  | 3,13   |           |         |              |        |                  |        |                           |        |
| 1983                  | 1    | 1       | 06          | 06    | 17     | 057  | 3,80   |           |         |              |        |                  |        |                           |        |
| 1986                  | 1    | 3       | 07          | 07    | 13     | 061  | 4,69   |           |         |              |        |                  |        |                           |        |
| 1989                  | 1    | 2       | 08          | 08    | 16     | 080  | 5,00   |           |         |              |        |                  |        |                           |        |
| 1991                  | 1    | 1       | 09          | 09    | 20     | 098  | 4,90   |           |         |              |        |                  |        |                           |        |
| 1993                  | 1    | 1       | 08          | 08    | 16     | 091  | 5,69   |           |         |              |        |                  |        |                           |        |
| 1995                  | 1    | 1       | 11          | 11    | 19     | 102  | 5,37   |           |         |              |        |                  |        |                           |        |
| 1997                  | 3    | 3       | 11          | 11    | 19     | 132  | 6,95   |           |         |              |        |                  |        |                           |        |
| 1999                  | 3    | 3       | 15          | 15    | 34     | 218  | 6,14   |           |         |              |        |                  |        |                           |        |
| 2001                  | ?    | ?       | 14          | 14    | 30     | 197  | 6,57   |           |         |              |        |                  |        |                           |        |
| 2003                  | 2    | 2       | 14          | 14    | 30     | 184  | 6,13   |           |         |              |        |                  |        |                           |        |
| 2006                  | 1    | 2       | 25          | 09    | 20     | 077  | 3,85   | 28.850    | 1.443   |              |        |                  |        |                           |        |
| 2008                  | 1    | 2       | 16          | 08    | 26     | 057  | 3,56   | 21.950    | 1.372   |              |        |                  |        |                           |        |
| 2010                  | 1    | 2       | 16          | 08    | 16     | 045  | 2,61   | 59.910    | 3.744   |              |        |                  |        |                           |        |
| 2014                  | 2    | 2       | 21          | 08    | 17     | 067  | 3,94   | 45.250    | 2.662   | 30           | 1,76   | 1                | 0,06   | 0                         | 0,00   |
| 2018                  | 1    | 2       | 24          | 08    | 16     | 066  | 3,88   | 31.537    | 1.855   | 18           | 1,06   | 2                | 0,12   | 1                         | 0,06   |
| 2022                  | 3    | 3       | 32          | 12    | 25     | 104  | 4,16   | 00.000 2  | 0.000   | 41           | 1,58   | 0                | 0,00   | 1                         | 0,04   |
| Jeweilige Rekordmarke |      |         |             |       |        |      |        |           |         |              |        |                  |        |                           |        |